# Alfredo Português
Alfredo Português nome artístico de Alfredo Lourenço (Lisboa, 1885 – Rio de Janeiro, 10 de setembro de 1957) foi um compositor e cantor de música popular brasileira.

## Biografia
Alfredo nasceu em Lisboa, Portugal. Integrou a Marinha Mercante Portuguesa. Foi fadista no bairro de Alfama. Se mudou para o Brasil contratado pela Marinha Mercante Brasileira, indo morar no Morro da Mangueira, no Rio de Janeiro.
Em 1936, adotou Nelson Sargento, na época com doze anos, como afilhado. Juntos, frequentaram a extinta escola de samba Unidos da Mangueira, para a qual começou a compor em parceria com Moçoró. Em 1947 foi convidado por Carlos Cachaça para integrar a Ala de Compositores da Estação Primeira de Mangueira. Com Sargento, compôs sambas de enredo para a escola.

## Composições

### Sambas de enredo
| Ano  | Samba de Enredo                                     | Escola de Samba               | Colocação   | Divisão | Ref.  |
| ---- | --------------------------------------------------- | ----------------------------- | ----------- | ------- | ----- |
| 1949 | Apologia aos Mestres                                | Estação Primeira de Mangueira | Campeã      | Grupo 1 | [ 2 ] |
| 1950 | Plano SALTE - Saúde, lavoura, transporte e educação | Estação Primeira de Mangueira | Campeã      | Grupo 1 | [ 3 ] |
| 1955 | As Quatro Estações do Ano ou Cântico à Natureza     | Estação Primeira de Mangueira | Vice-campeã | Grupo 1 | [ 4 ] |

### Outras
Outras composições de Alfredo:
Aspectos do Rio
Freira Mais Querida (c/ Nelson Cavaquinho e Nelson Sargento)
Irene (c/ Nelson Cavaquinho)
Naquela Noite de Sereno (c/ Babaú da Mangueira)
Os Teus Olhos Cansam de Chorar (c/ Nelson Cavaquinho)
Primavera (c/ Nelson Sargento)

Samba do Operário (c/ Cartola e Nelson Sargento)